# Pałac w Osetnicy
Pałac w Osetnicy (niem. Schloss Mittel Steinsdorf) – zabytkowy pałac w Osetnicy, w gminie Chojnów, w województwie dolnośląskim.
Ferdynand Üchtritz (1805–1856) był posiadaczem Osetnicy Dolnej, Górnej i Średniej (Nieder-, Ober-, Mittel-  Steinsdorf). Z pierwszą żoną miał dwóch a z drugą trzech synów.
Pałac z XIX w. wchodzi wraz z dwoma parkami jest częścią zespołu pałacowego. Nad portalem znajduje się herb von Üchtritz.

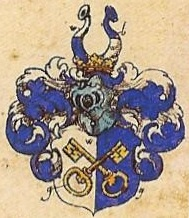
Herb von Üchtritz